# Mitologia nórdica

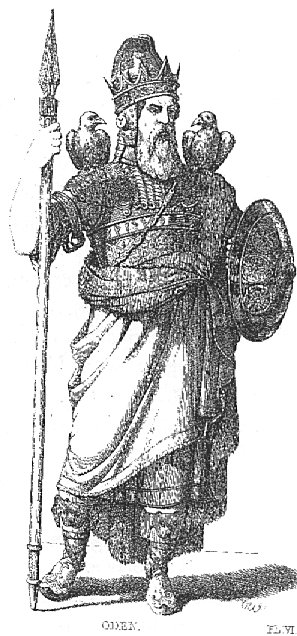
Odin, a mais importante das divindades nórdicas. Ilustração de 1850

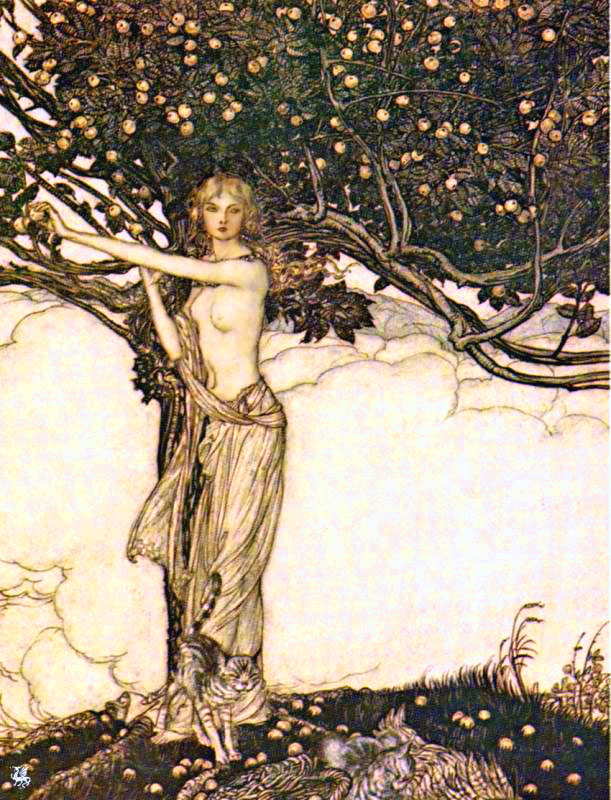
A deusa Freia. Ilustração de Arthur Rackham (1910)

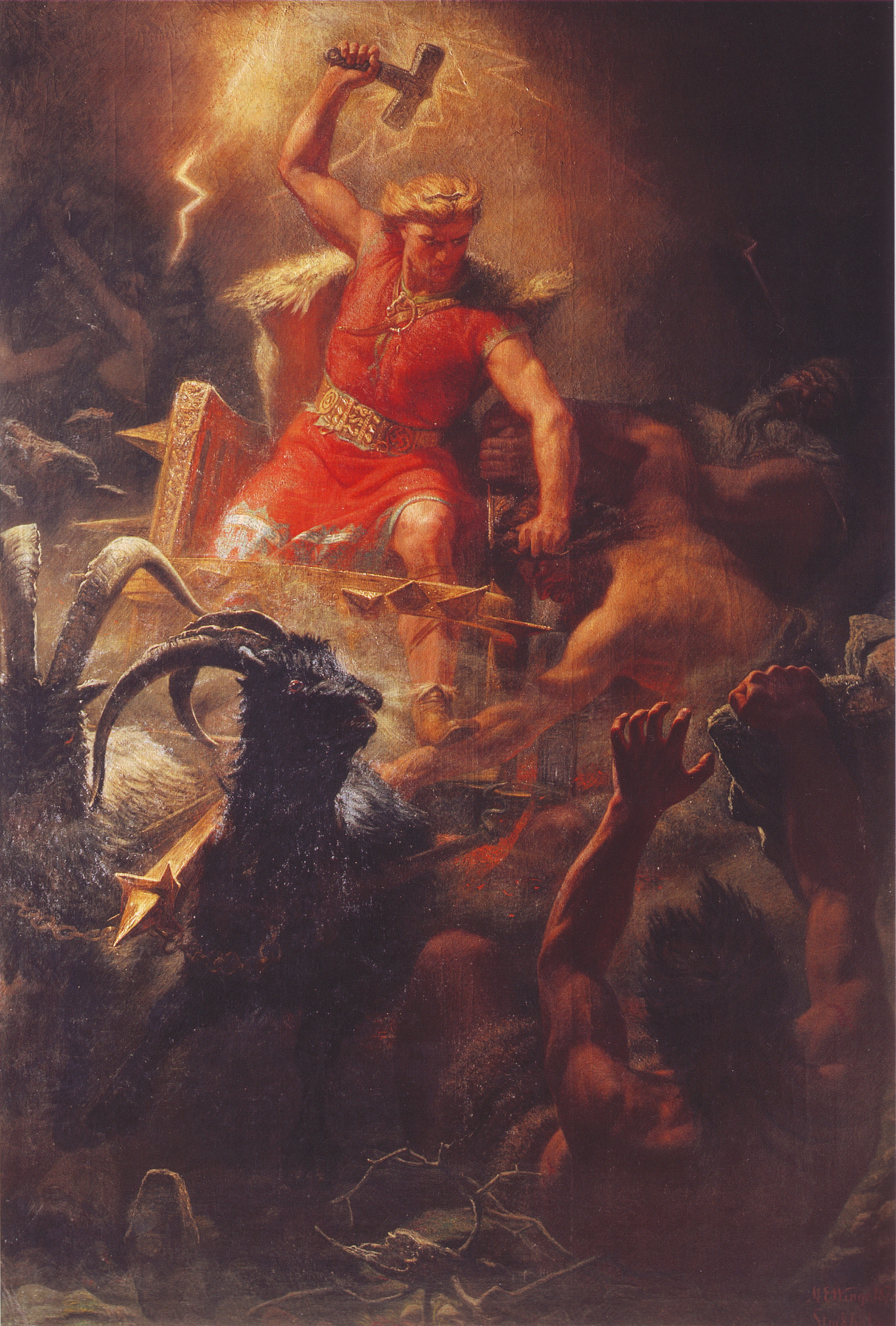
O deus Thor em luta com os gigantes Jotuns. Quadro de Mårten Eskil Winge (1872)

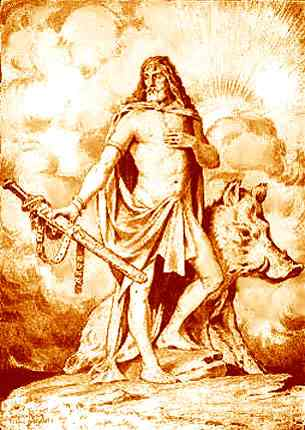
Frey — deus da paz e da fertilidade, das colheitas e dos casamentos

Mitologia germânica, também chamada de mitologia nórdica, mitologia viquingue ou mitologia escandinava, é o conjunto de lendas dos povos escandinavos, especialmente durante a Era Viking, cujo conhecimento chegou aos nossos dias principalmente através das Edas islandesas do século XIII. A maioria das fontes escritas vieram dos povos escandinavos que se estabeleceram na Islândia.
Com a cristianização dos países nórdicos — Dinamarca, Noruega, Suécia e Islândia —, as antigas religiões e mitologias foram sucessivamente substituídas e esquecidas. A exceção foi a Islândia, onde a nova religião substituiu a antiga, mas continuou todavia a ver a velha mitologia nórdica como uma herança cultural, transmitida oralmente e preservada em peças escritas.
Na Islândia daquela época, foi redigida a maioria das fontes escritas sobre a mitologia nórdica. A narrativa mitológica islandesa é a versão mais bem conhecida da mitologia comum germânica antiga, que inclui também relações próximas com a mitologia anglo-saxônica. Por sua vez, a mitologia germânica evoluiu a partir da antiga mitologia indo-europeia.
A mitologia nórdica é uma coleção de crenças e histórias compartilhadas por tribos do norte da Germânia (atual Alemanha), sendo que sua estrutura não designa uma religião no sentido comum da palavra, pois não havia nenhuma reivindicação de escrituras que fossem inspirados por algum ser divino. A mitologia foi transmitida oralmente principalmente durante a era Viquingue, e o atual conhecimento sobre ela é baseado especialmente nos Edas e outros textos medievais escritos pouco depois da cristianização.
No folclore escandinavo estas crenças permaneceram por mais tempo, e em áreas rurais algumas tradições são mantidas até hoje, recentemente revividas ou reinventadas e conhecidas como Ásatrú ou Odinismo. A mitologia remanesce também como uma inspiração na literatura, assim como no teatro, na música e no cinema.
A família é o centro da comunidade, podendo ser estreitamente relacionada com a fertilidade-fecundidade quanto com a agressividade de um povo hostil e habituado a guerras, em uma sociedade totalmente rural que visa a prosperidade e a paz para si. Deste modo, a religião é muito mais baseada no culto do que no dogmatismo ou na metafísica, uma religiosidade baseada em atos, gestos e ritos significativos, muitas vezes girando em torno de festividades a certos deuses, como Odin e Týr (identificado por alguns estudiosos como predecessor de Odin).
Pode-se dizer que a religião viquingue não existia sem um ritual e abordava exclusivamente o culto aos ancestrais; era uma religião que ignorava o suicídio, o desespero, a revolta e mais do que tudo, a dúvida e o absurdo. Segundo alguns autores, era "uma religião da vida".

## Cosmologia

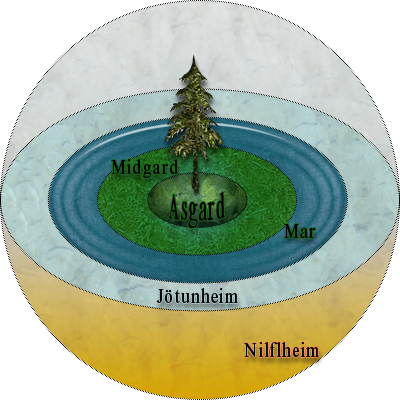
O universo segundo a mitologia nórdica

Na mitologia nórdica, se acreditava que a terra era formada por um enorme disco liso. Asgard, onde os deuses viviam, se situava no centro do disco e poderia ser alcançado somente atravessando um enorme arco-íris (a ponte de Bifrost). Os gigantes viviam em um domicílio equivalente chamado Jotunheim (Casa dos Gigantes). Uma enorme ábade no subsolo escuro e frio formava o Helheim, que era governada pela deusa Hela. Este era a moradia eventual da maioria dos mortos. Situado em algum lugar no sul ficava o reino impetuoso de Muspelheim, repouso dos gigantes do fogo. Outros reinos adicionais da mitologia nórdica incluem o Alfheim, repouso dos elfos luminosos (Ljósálfar), Svartalfheim, repouso dos elfos escuros, e Nidavellir, as minas dos anões. Entre Asgard e Niflheim estava Midgard, o mundo dos homens (veja também a Terra Média).

### Os mundos da mitologia nórdica
Não há uma clara definição sobre quais seriam os mundos da mitologia nórdica, pois muitos se sobrepõem e vários nomes são utilizados, designando, normalmente, o mesmo lugar. Diferentemente de outras culturas mitológicas, na nórdica não há uma clara definição sobre os lugares que, às vezes, são separados por mares ou oceanos, não constituindo mundos separados na acepção da palavra. Deste modo, podemos verificar a existência de nove mundos, conhecidos como os Nove Mundos da Mitologia Nórdica, que podem ser considerados os principais:
- Godheim (Asgard, Ásgarðr), mundo do Æsir
- Mannheim (Midgard, Miðgarðr), mundo dos homens e trolls
- Jotunheim (Utgard,Jötunheimr), mundo dos gigantes e gigantes de gelo (ambos Jotuns)
- Vanaheim (Vanaheimr), mundo dos Vanir
- Alfheim (Álflheimr), mundo do elfos claros
- Muspelheim, mundo dos gigantes de fogo
- Svartalfheim (Nidavellir), mundo dos elfos negros (svartálfar) e dos anões
- Hel (local), mundo dos mortos
- Niflheim , mundo da névoa e frio

## Seres sobrenaturais

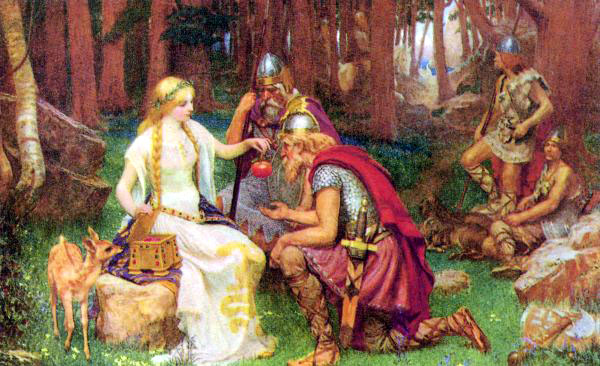
Os deuses nórdicos eram mortais, e somente pelas maçãs de Iðunn podiam esperar viver até o Ragnarök. Imagen por J. Penrose, 1890.

### Os clãs de deuses
Há três grandes "clãs de divindades": os Æsir, os Vanir e os Elfos. A distinção entre o Æsir e o Vanir é relativa, pois na mitologia os dois finalmente fizeram a paz após uma guerra prolongada, ganha pelos Æsir. Entre os embates houve diversas trocas de reféns, casamentos entre os clãs e períodos onde os dois clãs reinavam conjuntamente. Alguns deuses pertencem a ambos os clãs. Alguns estudiosos especulam que esta divisão simboliza a maneira como os deuses das tribos invasoras indo-europeias suplantaram as divindades naturais antigas dos povos aborígenes, embora seja importante notar que esta afirmação é apenas uma conjectura. Outras autoridades (compare Mircea Eliade e J.P. Mallory) consideram a divisão entre Æsir/Vanir simplesmente a expressão dos nórdicos acerca da divisão comum Indo-Européia acerca das divindades, paralela aos deuses Olímpicos e os Titãs da mitologia grega, e algumas partes do Maabárata.

### Outros clãs de seres sobrenaturais
O Æsir e o Vanir são geralmente inimigos dos gigantes Jotuns (Eotenas ou Entas, em inglês arcaico). Estes são comparáveis aos Titãs e aos Gigantes da mitologia grega e traduzidos geralmente como "gigantes", embora trolls e demônios sejam sugeridos como alternativas apropriadas. Entretanto, os Æsir são descendentes dos Iotnar e tanto os Æsir como os Vanir realizaram diversos casamentos entre eles. Alguns dos gigantes são mencionados pelo nome no Edas, e parecem ser representações de forças naturais. Há dois tipos gerais de gigante: gigantes da neve e gigantes do fogo. Havia também elfos e anões e, apesar de seu papel na mitologia ser bastante obscuro, normalmente são apresentados tomando o partido dos deuses.
Além destes, há muitos outros seres supernaturais: Fenris (ou Fenrir) o lobo gigantesco, e Jormungard, a serpente do mar que circula o mundo inteiro. Estes dois monstros são descritos como primogênitos de Loki, o deus da mentira, e de um gigante. Hugin e Munin (pensamento e memória), são criaturas mais benevolentes, representadas por dois corvos que mantêm Odim, o deus principal, informado do que está acontecendo na terra; Ratatosk, o esquilo que atua como mensageiro entre os deuses e Yggdrasil, a árvore da vida, figura central na concepção deste mundo.
Assim como muitas outras religiões politeístas, esta mitologia não apresenta o característico dualismo entre o bem e o mal da tradição do oriente médio. Assim, Loki não é primeiramente um adversário dos deuses, embora se comporte frequentemente nas histórias como o adversário primoroso contra o protagonista Thor, e os gigantes não são fundamentalmente malignos, apesar de normalmente rudes e incivilizados. O dualismo que existe não é o mal contra o bem, mas a ordem contra o caos. Os deuses representam a ordem e a estrutura visto que os gigantes e os monstros representam o caos e a desordem.

### Deuses e deusas nórdicas
Originados das tribos germânicas do norte da Escandinávia, os deuses e deusas nórdicas são personagens mitológicos. Dos numerosos deuses e heróis sobrenaturais mais recorrentes da mitologia nórdica, podem ser destacados os seguintes:
- Odim
- Tor
- Tir
- Niordo, Freia e Freir
- Balder
- Heimdall
- Lóqui
- Frigg
- Jorge

## Völuspá: a origem e o final do mundo
A origem e o final eventual do mundo são descritas em Völuspá ("A profecia dos Völva" ou "A profecia de Sibila"), um dos poemas mais impressionantes no Edda poético. Estes versos assombrados contêm uma das mais vívidas criações em toda a história religiosa e representa a destruição do mundo, cuja originalidade está na sua atenção aos detalhes.
No Völuspá, Odin, deus principal do panteão dos nórdicos, conjura do espírito de um Völva morto (xamã ou sibila) e requer que este espírito revele o passado e o futuro. O espírito se mostra relutante: "O que você pede de mim? Porque você me tenta?"; mas como ela se encontra morta, não mostra nenhum medo de Odin, e continuamente o pergunta, de forma grosseira: "Bem, você quer saber mais?" Mas Odim insiste: se deve cumprir sua função como o rei dos deuses, deve possuir todo o conhecimento. Uma vez que o Sibila revela os segredos de passado e de futuro, cai para trás em forma de limbo: "Eu dissiparei agora".

### O passado
No início havia somente o mundo das névoas, Niflheim e o mundo de fogo, Muspelheim, e entre eles havia o Ginungagap, "um grande vazio" no qual nada vivia. Em Ginungagap, o fogo e a névoa se encontraram formando um enorme bloco de gelo. Como o fogo de Musphelhein era muito forte e eterno, o gelo foi derretendo até surgir a forma de um gigante primordial, Ymir, que dormiu durante muitas eras. O seu suor deu origem aos primeiros gigantes. E do gelo também surgiu uma vaca gigante, Audumbla, cujo leite jorrava de suas tetas primordiais em forma de 4 grandes rios que alimentavam Ymir. A vaca lambeu o gelo e libertou o primeiro deus, Buro, que foi pai de Borr, que por sua vez foi pai do primeiro Æsir, Odim, e seus irmãos, Vili e Vé. Então, os filhos de Borr, Odim, Vili e Ve, destroçaram o corpo de Ymir e, a partir deste, criaram o mundo. De seus ossos e dentes surgiram as rochas e as montanhas e de seu cérebro surgiram as nuvens.
Os deuses regularam a passagem dos dias e noites, assim como das estações. Os primeiros seres humanos eram Ask (carvalho) e Embla (olmo), que foram esculpidos em madeira e trazidos à vida pelos deuses Odim, Honir/Vili e Lodur/Ve. Sol era a deusa do sol, filha de Mundilfari e esposa de Glen. Todo dia, ela montava através do céu em sua carruagem puxada por dois cavalos nomeados Alsvid e Arvak. Esta passagem é conhecida como Alfrodul, que significa "glória dos elfos", que se tornou um kenning comum para o sol. Sol era perseguida durante o dia por Skoll, um lobo que queria devorá-la. Os eclipses solares significavam que Skoll quase a capturava. Na mitologia, era fato que Skoll eventualmente conseguia capturar Sol e a devorava; entretanto, a mesma era substituída por sua filha. O irmão de Sol, a lua, Máni, era perseguido por Hati, um outro lobo. Na mitologia nórdica, a terra era protegida do calor do sol por Svalin, que permanecia entre a terra e a estrela. Nas crenças nórdicas, o sol não fornecia luz, que emanava da juba de Alsvid e Arvak.
A Sibila descreve a enorme árvore que sustenta os nove mundos, Yggdrasil e as três Nornas (símbolos femininos da fé inexorável, conhecidas como Urðr (Urdar), Verðandi (Verdante) e Skuld, que indicam o passado, a atualidade e futuro), as quais tecem as linhas do destino. Descreve também a guerra inicial entre o Æsir e o Vanir e o assassinato de Balder. Então, o espírito gira sua atenção ao futuro.

### O futuro
A visão antiga dos nórdicos sobre o futuro é notavelmente sombria e pálida. No final, as forças do caos serão superiores em número e força aos guardiões divinos e humanos da ordem.Loki e suas crianças monstruosas explodirão suas uniões;os mortos deixarão Niflheim para atacar a vida.Heimdall, guardião das divindades, convocará os deuses com o soar de sua trombeta de chifre.Se seguirá uma batalha final entre ordem e caos (Ragnarök),que os deuses perderão, como é seu destino. Os deuses, cientes de sua sina, recolherão os guerreiros mais finos, o Einherjar, para lutar em seu lado quando este dia vier. No entanto, no final, seus poderes serão pequenos para impedir que o mundo caia no caos onde ele se emergiu, e os deuses e seu mundo serão destruídos. Odim será engolido por Fenrir, o lobo. Mesmo assim, ainda haverá alguns sobreviventes, humanos e divinos, que povoarão um mundo novo, para começar um novo ciclo. Ou assim Sibila nos diz; os estudiosos ainda se dividem na interpretação das últimas estrofes e deixam em dúvida se esta não foi uma adição atrasada ao mito por causa da influência cristã. Se a referência for anterior a cristianização, o mito do final dos tempos do Völuspá pode refletir uma tradição indo-europeia que se deriva dos mitos do zoroastrismo persa.

## Os reis e os heróis

A inscrição em rocha lisa de Ramsund (Gravura de Sigurdo) descreve trechos da Saga dos Volsungos

A mitologia nórdica não trata somente dos deuses e das criaturas sobrenaturais, mas também sobre heróis e reis. Muitos deles, provavelmente, existiram realmente e as gerações de estudiosos escandinavos tentam extrair a história do mito a partir das sagas. Às vezes, o mesmo herói ressurge em diversas formas dependendo de que parte do mundo germânico os épicos sobreviveram. Como exemplos temos o Völund/Weyland e Sigurdo, e provavelmente em Beovulfo/Bödvar Bjarki. Outros heróis notáveis são Habardo, Estarcatero, Ragnar Lodbrok, Sigurdo, o Anel, Ivar Braço Longo e Haroldo Dente de Guerra. Notáveis também são as damas de escudo, que eram as mulheres "comuns" que tinham escolhido o caminho do guerreiro.

## Adoração germânica

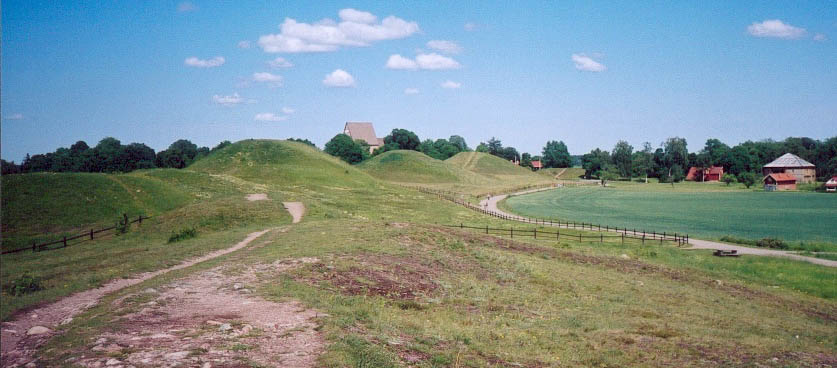
Velha Upsália, o centro de adoração na Suécia até o templo ser destruído durante o século XI

### Os centros da fé
As tribos germânicas raramente ou quase nunca tiveram templos em um sentido moderno. O Blót, a forma de adoração praticada pelos germânicos antigos e os povos escandinavos se assemelha ao dos celtas e dos bálticos, ocorrendo normalmente em bosques considerados sagrados. Poderiam também ocorrer em casas e/ou em altares simples de pedras empilhadas conhecidas como horgr. Entretanto, parece ter havido alguns centros mais importantes, tais como Skiringsal, Leire e Upsália. Adão de Brema conta no século XI que havia um templo em Upsália com três estátuas de madeira de Tor, de Odim e de Freir.

### Sacerdotes
Apesar de parecer que um certo tipo do sacerdócio possa ter existido, nunca houve um caráter profissional e semi-hereditário como o arquétipo do druida céltico. Isto ocorre porque a tradição xamanista foi mantida pelas mulheres, as Völvas. É geralmente aceito que os reinados germânicos evoluíram a partir dos escritórios dos sacerdotes. O papel de sacerdócio do rei condizia com o papel comum do godi, que figurava como o chefe de um grupo de famílias e que administrava os sacrifícios.

### Sacrifícios humanos
O único testemunho ocular do sacrifício humano germânico sobreviveu no conto de Amade ibne Fadalane sobre um enterro do navio de Rus, onde uma escrava menina se ofereceu para acompanhar seu senhor ao mundo seguinte. Testemunhos mais indiretos são dados por Tácito, Saxão Gramático e Adão de Brema. O Heimskringla descreve que o rei sueco Aun sacrificou nove de seus filhos em um esforço para prolongar sua vida até que seu trabalho o impediu de matar seu último filho, Egil. De acordo com Adão de Brema, os reis suecos sacrificavam escravos do sexo masculino a cada nono ano durante os sacrifícios de Yule no Templo em Upsalla. Os suecos tinham o direito de eleger e depor os próprios reis, e tanto o rei Domalde e o rei Olavo, o Desbravador são conhecidos por terem sido sacrificados após anos de inanição. Odin foi associado com a morte por enforcamento, e uma prática possível do sacrifício de Odim por estrangulamento tem alguma sustentação arqueológica na existência de corpos preservados perfeitamente pelo ácido das turfas em Jutlândia. Um exemplo é Homem de Tollund. Entretanto, não há nenhum testemunho escrito que interprete explicitamente a causa destes estrangulamentos, que poderiam, obviamente, ter outras explicações.

## Interações com o cristianismo

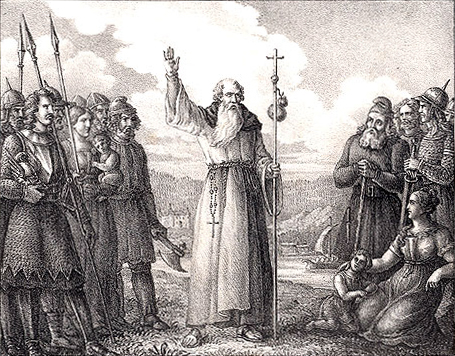
Desenho de 1830 de Ansgário de Hamburgo, missionário cristão convidado à Suécia por seu rei, Biorno no Montículo em 829

Um problema complexo ao interpretar esta mitologia é que, frequentemente, os testemunhos mais próximos que existem das épocas mais remotas foram escritos por cristãos. Como um exemplo de caso, a Jovem Eda e o Heimskringla foram escritos por Snorri Sturluson no século XIII, após quase duas centenas de anos depois que a Islândia se tornou cristã, em torno do ano 1000, em um momento histórico sob um intenso clima político antipagão na Escandinávia.
Virtualmente, toda a literatura sobre as sagas viquingues se originou na Islândia, uma ilha relativamente pequena e remota. Mesmo contando com o clima de tolerância religiosa que permanecia naquela época nesta região, Esturleu foi guiado por um ponto de vista essencialmente cristão. O Heimskringla, cujas cópias são tão difundidas na Noruega atual quanto a Bíblia, fornece algumas introspecções interessantes nesta direção. Snorri Sturluson introduz Odin como um lorde guerreiro mortal da Ásia que adquire poderes mágicos, se estabelece na Suécia, e se torna um semi-deus após sua morte. Ao remover a divindade de Odin, Esturleu fornece então a história de um pacto do rei sueco Aun com o Odin para prolongar sua vida, sacrificando seus filhos. Mais tarde, no Heimskringla, Esturleu apresenta em detalhes como o Santo Olavo converteu brutalmente os escandinavos ao cristianismo.

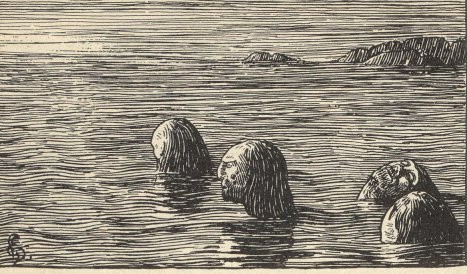
Durante a cristianização da Noruega, o rei mantinha as völvas (mulheres xamãs) amarradas em pequenas rochas à mercê da maré. Uma terrível e longa espera pela morte.

Na Islândia, tentando evitar a guerra civil, o parlamento votou a favor da cristianização, mas tolerou a prática de cultos pagãos na privacidade dos lares. A atmosfera mais tolerante permitiu o desenvolvimento da literatura acerca das sagas, que foi uma janela vital para auxiliar a compreender a era pagã.
Por outro lado, a Suécia teve uma série de guerras civis durante o século XI, que terminou com a queima do templo em Upsália.
A conversão não aconteceu rapidamente, independente se a nova fé fosse mais ou menos imposta pela força. O clérigo trabalhou fortemente no sentindo de ensinar à população que os deuses nórdicos eram apenas demônios, mas seu sucesso era limitado e os deuses nunca se tornaram realmente malignos na mente popular. Dois achados arqueológicos extremamente isolados podem ilustrar quanto tempo a cristianização levou para atingir toda a região. Os estudos arqueológicos das sepulturas na ilha sueca de Lovön mostraram que a cristianização levou entre 150 a 200 anos.
Do mesmo modo, na cidade comercial de Bergen, duas inscrições rúnicas do século XIII foram encontradas, onde a primeira diz "pode Tor o receber, pode Odin possui-lo." A segunda inscrição é um galdra que diz "eu entalhei runas de cura, eu entalhei runas de salvação, uma vez contra os elfos, duas vezes contra os trolls, três vezes contra os thurs." A segunda menciona também a perigosa valquíria Skögul.
Apesar de haver poucos testemunhos do século XIV ao XVIII, o clérigo, tal como Olavo Magno (1555) escreveu sobre as dificuldades de extinguir a opinião antiga sobre os deuses antigos. o Þrymskviða parece ter sido uma das raras canções que resistiram ao tempo, como a romântica Habardo e Signy. As versões conhecidas de ambas foram registradas nos séculos XVII e XIX. No século XIX e no início do XX, os folcloristas suecos documentaram o que o povo comum acreditava, e o que eles deduziram era que muitas tradições dos deuses da mitologia nórdica haviam sobrevivido. Entretanto, as tradições estavam muito longe do sistema coeso desenvolvido por Snorri. A maioria dos deuses tinham sido esquecidos e somente o caçador Odin e a figura de matador de gigantes de Thor aparecia em numerosas lendas. Freia era mencionada algumas vezes e Balder sobrevivia somente nas lendas sobre nomes de lugares.
Outros elementos da mitologia nórdica sobreviveram sem ser percebido como tal, em especial a respeito dos seres sobrenaturais no folclore escandinavo. Além disso, a opinião dos nórdicos sobre o destino foi muito firme até épocas modernas. Desde que o inferno cristão se assemelhou ao domicílio dos mortos na mitológica nórdica, um dos nomes foi aproveitado da fé antiga, Helvite, isto é, punição de Hela. Alguns elementos das tradições de Yule foram preservados, como a tradição sueca de matar um porco durante o Natal, que era originalmente parte do sacrifício a Freir.

## Influências modernas

### Dias da semana
Os deuses germânicos deixaram traços no vocabulário moderno. Um exemplo desta influência é alguns dos nomes dos dias da semana. A influência se deu após os nomes dos dias da semana serem desenvolvidos e espalhados pela língua dominante antiga, o latim, que definia os dias como Sol, Lua, Marte, Mercúrio, Júpiter, Vênus e Saturno. Os nomes de terça-feira a sexta-feira foram substituídos completamente pelos equivalentes germânicos dos deuses romanos. Em inglês, Saturno não foi substituído, enquanto sábado foi renomeado após a definição do sabbath em alemão, e é chamado "dia da lavagem" na Escandinávia.
| Dia           | Alemão     | Inglês    | Sueco   | Origem                                                |
| ------------- | ---------- | --------- | ------- | ----------------------------------------------------- |
| Segunda-feira | Montag     | Monday    | Måndag  | dia da Lua                                            |
| Terça-feira   | Dienstag   | Tuesday   | Tisdag  | dia de Tir                                            |
| Quarta-feira  | Mittwoch   | Wednesday | Onsdag  | Meio da Semana (alemão), dia de Odim (Woden ou Wotan) |
| Quinta-feira  | Donnerstag | Thursday  | Torsdag | dia do trovão (alemão), dia de Tor (inglês)           |
| Sexta-feira   | Freitag    | Friday    | Fredag  | dia de Freia                                          |
| Sábado        | Samstag    | Saturday  | Lördag  | Sabá (alemão), dia de Saturno (inglês)                |
| Domingo       | Sonntag    | Sunday    | Söndag  | dia do Sol                                            |

Mais recentemente, surgiram tentativas na Europa e nos Estados Unidos de reviver a velha religião pagã sob o nome de Ásatrú ou o Heathenry. Na Islândia, o Ásatrú foi reconhecida pelo estado como uma religião oficial em 1973, que legalizou suas cerimônias da união, nomenclatura dada às crianças e outros tipos de cerimoniais. É também reconhecida com uma religião oficial e legal na Dinamarca e na Noruega, apesar de recente.

### Pontos Cardeais
Os pontos cardeais tem o seus nomes inspirados nos quatro anões que seguram a cúpula celestial, criada a partir do crânio de Ymir, sendo eles Nordri (Norte), Sudri (Sul), Austri (Leste) e Vestri (Oeste).

### Nomes geográficos
Sítios geográficos atuais testemunham a presença e provavelmente a crença em deuses de antigamente:
- Odense e Onsjö — Odin
- Fröstuna e Frösön — Freia
- Thise, Tislund e Tisvilde — Tir

### Música
Richard Wagner também foi influenciado pela mitologia nórdica nos seus temas literários, compondo as quatro óperas que compreendem Der Ring des Nibelungen (O Anel do Nibelungo).
Na música, o Heavy Metal apresenta um subgênero especialmente criado com base no panteão nórdico: o Viking Metal, com um vasto grupo de fãs fiéis por todo o mundo. Se caracteriza principalmente pelo vocal gutural, pelas rápidas guitarras distorcidas e bateria de peso, pelo uso de instrumentos pouco convencionais, que remetem aos utilizados primitivamente na facção de música nórdica (violinos rústicos, alaúdes, violões folk, etc), e, em especial, pelas letras, sempre com esse padrão de temática, abordando as batalhas e a vida de deuses e seres míticos. Destaque para as bandas Manowar, Bathory, Ensiferum, Thyrfing, Enslaved e Amon Amarth.[carece de fontes?]
A banda norte-americana Manowar tem como tema central das suas letras e estilo musical as guerras  e heróis mitológicos. Em 2007 lançam um álbum intitulado "Gods of War", no qual é feita uma homenagem a deuses e animais da mitologia nórdica. Em 2009 gravam em quinze línguas diferentes a canção "Pai", baseada na história de Thor, que viu o pai ser assassinado.[carece de fontes?]
Em 2001, a banda de metal sinfônico Therion lançou o álbum Secret of the runes, o qual remonta às origens e lugares da mitologia nórdica.[carece de fontes?]

### Animação e banda desenhada
No anime japonês: Saint Seiya (Os Cavaleiros do Zodíaco em Portugal), a mitologia nórdica também é utilizada, fazendo uma conexão com a mitologia grega. O OVA: A Grande Batalha dos Deuses que é um curta de cinquenta minutos, foi a primeira produção de Saint Seiya incluindo esses personagens e as lutas eram travadas em Asgard, é apresentado alguns nomes como Odin, Loki, Frei e Midgard. Pouco tempo depois é lançada a Saga de Asgard, diferente do OVA, sendo uma série de televisão, não havendo qualquer conexão com a história do OVA, onde Odim era o deus de um pais nórdico (Asgard) e tem como súdita: Hilda de Polaris que é amaldiçoada pelo Anel de Nibelungo cedido pelo deus dos mares Posidão — essa é a conexão com a mitologia grega. Nessa série, nomes como Thor, Sigurdo e Fenrir são citados.[carece de fontes?]
No Universo Marvel, o panteão nórdico e os elementos relacionados a este formam uma parte proeminente das histórias. Thor, em especial, foi um dos super-heróis mais longevolos das companhia. Os heróis do panteão nórdico também são apresentados como os personsagens do anime japonês Matantei Loki Ragnarok.[carece de fontes?]
O mangá (quadrinho japonês) Vinland Saga de Yukimura Makoto , se passa no século XI, com base na grande Era viquingue e na mitologia nórdica. Abrangendo diversos fatos "históricos", com várias personalidades que possivelmente existiram, como personagens (Heróis das grandes sagas, Leif Ericson, Asleladd, Torfinn the Mighty etc). Deuses como Tir, Odin, Thor, são citados diversas vezes no decorrer da série. [carece de fontes?]
Odin, Thor, Loki e diversos outros seres e lugares da mitologia nórdica têm papéis recorrentes nas histórias em quadrinho de Sandman de Neil Gaiman, mais notavelmente nas histórias Estações das Névoas e Os Mais Amáveis.[carece de fontes?]

### Vídeojogos
A série de jogos da Tri-Ace "Valkyrie Profile" se inspira na mitologia nórdica e coloca como protagonista a valquíria "Lenneth" em sua missão de recrutar os Einherjar para lutarem ao lado dos Aesir durante o Ragnarok. O jogo foi lançado para o console Playstation, alguns anos depois devido ao grande sucesso, foi relançado para o PSP (Playstation Portable) e uma sequência foi lançada para o Playstation 2 com o subtítulo "Lenneth" para o Remake do PSP e "Silmeria" para a versão do Playstaton 2, que foca a história centenas de anos antes dos ocorridos no jogo do Playstation.[carece de fontes?]
A série de jogos do computador Creatures também utiliza diversos nomes da mitologia nórdica. O mais proeminente são os três tipos de criaturas com as quais você pode lutar, Nornas, Grendels e Ettins. E muitos nomes estão presentes também nos jogos da série Final Fantasy dentre eles Odim (um ser que é invocado), a lança Gungnir, uma espada chamada Ragnarok e o martelo de Tor.[carece de fontes?]
Outro jogo de grande sucesso, é o MMORPG Ragnarök Online, criado pela empresa sul-coreana Gravity Corporation. O game que está presente em diversos países, com servidores locais, nos idiomas dos respectivos países, se passa em Midgard e está repleto de citações sobre a mitologia nórdica, como lugares (Rune-Midgard, Árvore de Yggdrasil, Niflheim), monstros (Hati, Jormungand, etc), personagens (Fenrir, Freia, Valquírias, etc), além de servidores com nomes de personagens Odim, Tor, etc).[carece de fontes?]
Também existe o jogo em terceira pessoa Rune, lançado em 2000 pela Human Head Studios, onde o jogador controlava um viquingue chamado Ragnar e era totalmente baseado na mitologia nórdica.[carece de fontes?]
Em junho de 2016 durante uma conferência da E3, a Sony anunciou seu mais novo game da série God of War, série já conhecida por abordar temas da mitologia grega. Foi confirmado que o novo capítulo abordara mitologia nórdica, no evento foi mostrado um trailer, e vários elementos nórdicos são percebidos, assim como citações á Valhala.[carece de fontes?]

### Influência na ficção científica
Os contos de grandes guerreiros e de magos mortais formaram a base para a ascensão do gênero fantasia no século XX. Robert E. Howard utilizou extensivamente a mitologia nórdica em seus muitos trabalhos, sendo que sua criação mais conhecida é Conan, o bárbaro, um mercenário fictício e herói de diversas histórias curtas em banda desenhada (quadrinhos) e de um romance. Outros autores seguiram a mesma linha, sendo que o mais conhecido é J. R. R. Tolkien, que iniciou seus trabalhos baseados na saga de Beowulf criando O Hobbit e posteriormente construindo uma nova mitologia baseada no panteão nórdico nos seus livros O Senhor dos Anéis e o Silmarillion. Após os trabalhos de Howard e Tolkien terem sido publicados, diversos outros autores foram encorajados a seguir a mesma trilha. Entre os mais famosos, se encontram Robert Jordan, Terry Brooks, Raymond Feist, David Eddings, Terry Pratchett e Tad Williams.[carece de fontes?]
Esta profusão de autores ajudou a fantasia se tornar um gênero literário separado. Por outro lado, o nascimento da fantasia também ajudou a aprofundar as histórias dos jogos de computador e dos Role Playing Games (RPG). Alguns RPGs, como Dungeons and Dragons ou Dragonlance e Ragnarok são baseados no trabalho dos autores (Howard e Tolkien) e em muitas mitologias, incluindo a nórdica. A série de televisão neozelandesa The Almighty Johnsons tem seus personagens baseados na mitologia nórdica, deuses reencarnam-se em pessoas comuns.[carece de fontes?]